# Euridice di Atene
Euridice (in greco antico: Εὐρυδίκη?, Eurydìke; Atene, ... – dopo il 306 a.C.) è stata una nobile ateniese, moglie del re di Cirene Ofella e successivamente di Demetrio I Poliorcete.

## Biografia
Euridice apparteneva alla nobile famiglia ateniese dei Filaidi, la stessa di Milziade e di Cimone ed era andata in sposa ad Ofella, il re di Cirene.
Dopo la morte del primo marito (308 a.C.), Euridice tornò ad Atene, dove conobbe e sposò Demetrio I Poliorcete, il figlio del diadoco Antigono e futuro re di Macedonia, quando questi conquistò Atene nel 307 a.C.
Plutarco testimonia che da Demetrio ebbe un figlio chiamato Corrabo.